# 란트바서강
란트바서강(Landwasser)은 스위스 그라우뷘덴주에 있는 길이 30.5 km 강이다. 그 기원은 발전소의 저수지로 바뀌기 전에 다보스 호수였다. 오늘날 그것은 근원지인 플뤼엘라바흐 시내뭇에 연장되어 다보스 도르프 근처에서 이름을 변경한다. 다보스 타운은 가장 크고 꼭대기에 있으며 마지막 부분을 제외하고는 강에서 유일하게 더 큰 정착지이다. 란트바서강은 필리주어 마을 아래에서 알불라강으로 흘러나간다.

## 같이 보기
- 란트바서 고가교